# Říšský komisariát

Evropa na vrcholu německé nadvlády (1942)
Německo (+ Protektorát Čechy a Morava a Generální gouvernement)
Civilně řízená okupovaná území (Říšské komisariáty)
Vojensky řízená okupovaná území

Říšský komisariát (německy Reichskommissariat) je označení pro území obsazená nacistickým německem, která byla po počátečním období vojenské okupace umístěna pod civilní správu. Šlo o nesamosprávné územní jednotky plně ovládané německými okupanty. Místní obyvatelstvo se na administrativní správě nemělo prakticky vůbec podílet, s výjimkou nezbytné místní správy. V jejím čele stál Říšský komisař přímo podřízený Adolfu Hitlerovi.

## Realizované říšské komisariáty
Říšský komisariát Dánsko (1940-1945)
Založen 9. dubna 1940, kdy německá armáda vtrhla do neutrálního Dánska a během jednoho dne ho obsadila.
Říšský komisariát Norsko (1940–1945)
Založen v dubnu 1940 po obsazení Norska. Administrativním centrem bylo Oslo. Říšským komisařem byl nejdříve nacista Josef Terboven, ke sklonku války se jím stal Franz Böhme až do dubna 1945.
Říšský komisariát Nizozemsko (1940–1945)
Založen po obsazení Beneluxu v květnu 1940. Administrativním centrem byl Amsterdam. Nejdříve se říšským komisařem stal Arthur Seyss-Inquart, který vydržel v úřadu až do sklonku války. Velkou roli zastával též nizozemský nacista Anton Adriaan Mussert, který si nechal přezdívat ''vůdce nizozemského lidu''.
Říšský komisariát Belgie a severní Francie (1944–1945)
Zahrnoval území dnešní Belgie a většiny území Francie, hlavním městem byl Brusel. Komisariát vznikl po obsazení tzv. svobodné zóny (franc. zone libré) v červenci 1944 a komisařem byl jmenován Josef Grohé.
Říšský komisariát Ostland (1941–1945)
Komisariát založen po obsazení pobaltských států v červenci 1941, který zahrnuje území dnešního Estonska, Lotyšska, Litvy a Běloruska. Administrativní centrum bylo v Rize. Území bylo rozděleno na 4 Generalbezirk:
- Generalbezirk Estland (Estonsko) - hlavní město: Tallinn
- Generalbezirk Lettland (Lotyšsko) - hlavní město: Riga
- Generalbezirk Litauen (Litva) - hlavní město: Vilnius
- Generalbezirk Weißruthenien (Bělorusko) - hlavní město: Minsk

Říšský komisariát Ukrajina (1941–1944)
Založen v září 1941 po obsazení Ukrajiny, jehož centrum se stalo Rovno. Zahrnoval území Ukrajiny od Volyně přes město Vinycja po Kyjev a pás území na jih v povodí řeky Dněpr (Kirovohrad, Čerkasy, Dněpropetrovsk až po Mykolajiv). Říšským komisařem byl až do roku 1944 nacista Erich Koch.

## Plánované říšské komisariáty
- Říšský komisariát Kavkaz
- Říšský komisariát Moskva
- Říšský komisariát Don-Volha
- Říšský komisariát Turkestán